# 圣安娜阿姆艾根
圣安娜阿姆艾根（德語：Sankt Anna am Aigen）是奥地利施泰尔马克州费尔德巴赫县的一个市镇。总面积21.75平方公里，总人口1821人，人口密度83.7人/平方公里（2001年）。